# Керролл (округ, Вірджинія)
Шаблон:StateAbbr_ 36°44′ пн. ш. 80°44′ зх. д. / 36.73° пн. ш. 80.73° зх. д.
Округ Керролл (англ. Carroll County) — округ (графство) у штаті Вірджинія, США. Ідентифікатор округу 51035.

## Історія
Округ утворений 1842 року.

## Демографія
За даними перепису 2000 року загальне населення округу становило 29245 осіб, зокрема міського населення було 508, а сільського — 28737. Серед мешканців округу чоловіків було 14416, а жінок — 14829. В окрузі було 12186 домогосподарств, 8786 родин, які мешкали в 14680 будинках. Середній розмір родини становив 2,8.
Віковий розподіл населення поданий у таблиці:
| Стать    | До 15 років | 15-21 | 22-29 | 30-39 | 40-49 | 50-65 | 65-85 | Понад 85 |
| -------- | ----------- | ----- | ----- | ----- | ----- | ----- | ----- | -------- |
| Чоловіки | 2699        | 1185  | 1379  | 2118  | 2265  | 2690  | 1936  | 144      |
| Жінки    | 2458        | 1077  | 1347  | 2062  | 2155  | 2837  | 2501  | 392      |

## Суміжні округи
- Пуласкі — північ
- Флойд — північний схід
- Патрік — південний схід
- Саррі, Північна Кароліна — південь
- Гейлакс — захід
- Грейсон — захід
- Віт — північний захід

## Виноски
1. ↑  U.S. Decennial Census. United States Census Bureau. Архів оригіналу за 12 травня 2015. Процитовано 1 січня 2014.
2. ↑  Historical Census Browser. University of Virginia Library. Архів оригіналу за 11 Серпня 2012. Процитовано 1 січня 2014.
3. ↑  Population of Counties by Decennial Census: 1900 to 1990. United States Census Bureau. Архів оригіналу за 15 Грудня 2013. Процитовано 1 січня 2014.
4. ↑  Census 2000 PHC-T-4. Ranking Tables for Counties: 1990 and 2000 (PDF). United States Census Bureau. Архів оригіналу (PDF) за 18 Грудня 2014. Процитовано 1 січня 2014.
5. ↑  State & County QuickFacts. United States Census Bureau. Архів оригіналу за 8 липня 2011. Процитовано 1 січня 2014.(англ.) Наведено за англійською вікіпедією.
6. ↑  American FactFinder. Бюро перепису населення США. Архів оригіналу за 29 липня 2011. Процитовано 31 січня 2008.

| США | Це незавершена стаття з географії США. Ви можете допомогти проєкту, виправивши або дописавши її. |